# Man La Yahduruhu al-Faqih
 (juillet 2025).
Le contenu est difficilement compréhensible vu les erreurs de traduction, qui sont peut-être dues à l'utilisation d'un logiciel de traduction automatique.
Man Lā Yahḍuruhū al-faqih (en arabe : مَنْ لَا يَحْضُرُه ٱلْفَقِيه) est une collection de hadiths d'Ibn Baboyé. Ce travail est inclus parmi les quatre livres du chiisme. 

## Nom
Le livre a également été traduit par "Chaque homme est son propre avocat",. 

## Compilation
Dans son introduction au livre, l'auteur explique les circonstances de sa composition et la raison de son titre. Lorsqu'il était à Ilaq près de Balkh, il a rencontré Sharif al-Din Abu 'Abd Allah connu sous le nom de Ni'mah. Il a apporté un livre compilé par Muhammad b. Zakharia al-Razi a intitulé Man la yahduruhu al-Tabeeb ou Chaque homme son propre médecin à l'attention de Shaikh al-Saduq. Il lui a alors demandé de compiler un livre sur le Fiqh (Jurisprudence islamique), Le Halal et le Haram (le permis et l'interdit) et al-shara-i 'wa-'l-ahkam (loi révélée et lois ordinaires) qui s'inspirer de toutes les œuvres que le Cheikh avait précédemment composées sur le sujet. Ce livre s'appellerait Man la yahduruh al-faqih et fonctionnerait comme un ouvrage de référence,.

## Contenu
Man La Yahduruhu al-Faqih s'intéresse principalement à Furu al-Din . Le livre est censé être un livre de référence pour aider les musulmans chiites ordinaires dans la pratique des exigences légales de l'islam. Généralement, l'Isnad (liste des narrateurs) est absent. Ainsi, le livre est un résumé de l'étude des traditions juridiques,. Shaikh al-Saduq lui-même a déclaré à propos de son travail: 
 J'ai compilé le livre sans Isnads pour que les chaînes (d'autorité) ne soient pas trop nombreuses (et rendent le livre trop long) et pour que les avantages du livre soient abondants. Je n'avais pas l'intention habituelle des compilateurs (de livres de traditions) de mettre en avant tout ce qu'ils (pouvaient) raconter mais mon intention était de mettre en avant les choses par lesquelles j'ai donné des avis juridiques et que j'ai jugées correctes. 

## Voir également
- Liste des livres chiites
- Les quatre livres
- Kitab al-Kafi
- Wasa'il al-Shia
- Al-Wafi